# Microstylum nigricauda
Microstylum nigricauda là một loài ruồi trong họ Asilidae. Microstylum nigricauda được Wiedemann miêu tả năm 1824. Loài này phân bố ở miền Ấn Độ - Mã Lai.